# Lalung

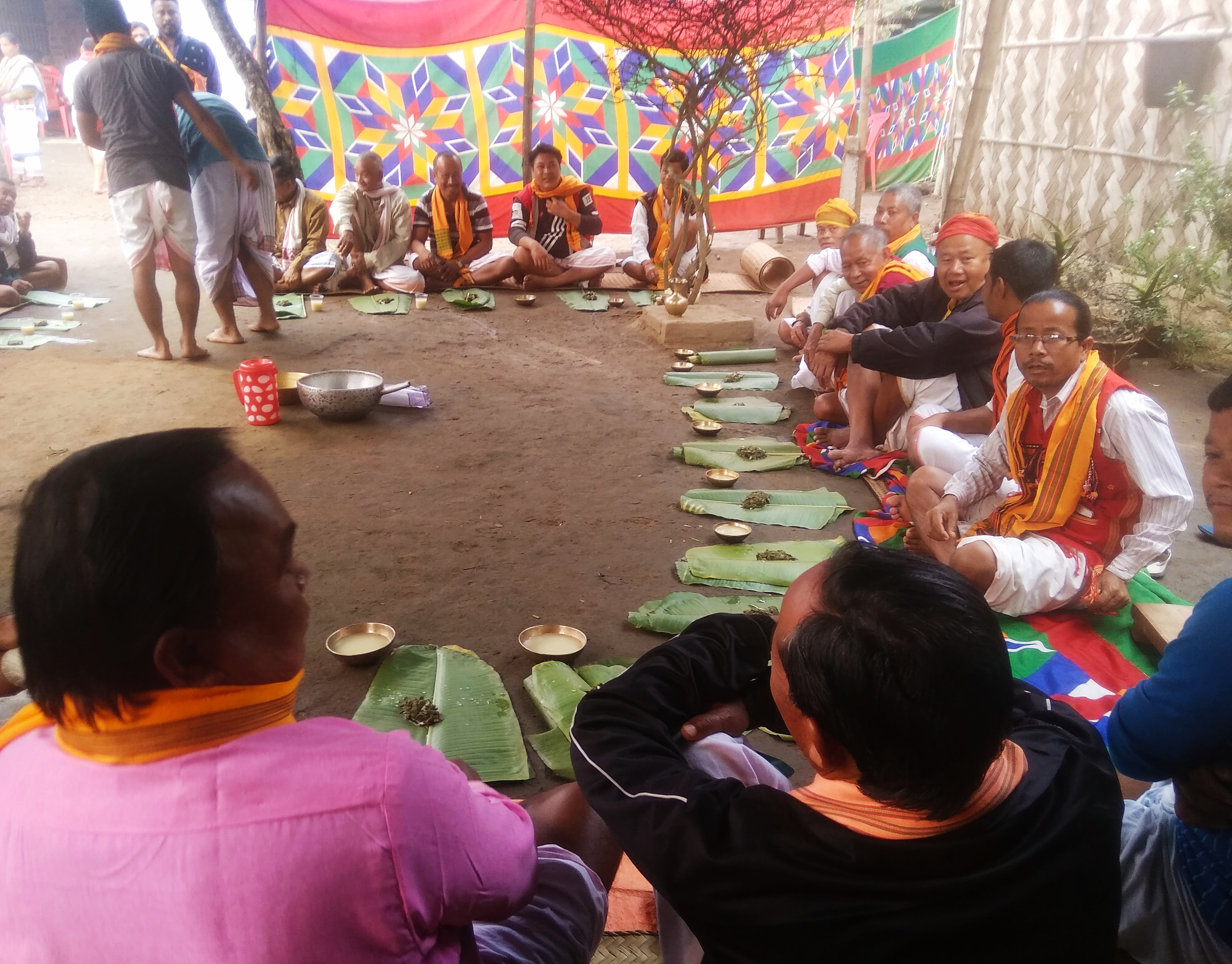
Lalung

Los lalung son un pueblo que vive en Asam y Megalaya, en la India. Hablan boro, una lengua de la familia tibetano-birmana.
Se cree que emigraron desde el Tíbet y son hindúes. Hay dos subdivisiones —los lalung de las montañas y los de las llanuras— que difieren ampliamente entre sí por su alimentación, vivienda, agricultura y otras prácticas. Los lalung de las montañas practican el cultivo de roza y quema, mientras que los de las llanuras cultivan arroz con arado y de forma sedentaria. El arroz es el componente principal de su dieta.
Los lalung se enorgullecían de una tradición que giraba en torno a una institución competentemente dirigida (llamada samadi) que solía ser el centro para entrenar a los jóvenes en las artes, manufacturas y conocimiento musical. Los lalung de las montañas aún conservan esta institución, pero los de las llanuras, en cambio, la están perdiendo con rapidez.
- Datos: Q5969646
- Multimedia: Tiwa people / Q5969646